# ادی بوریسویچ
ادی بوریسویچ (انگلیسی: Eddie Borysewicz؛ زادهٔ ۱۸ مارس ۱۹۳۹) دوچرخه‌سوار سابق و مربی دوچرخه‌سواری اهل لهستان-ایالات متحده آمریکا است.